# Една нощ в Роксбъри
Една нощ в Роксбъри (на английски: A Night at the Roxbury) е американска музикална комедия, създадена от Крис Кетън и Уил Ферел. Продукцията е базирана на телевизионната поредица на NBC „На живо в събота вечер“ (на английски: Saturday Night Live) и представлява поредица от хумористични скечове, главни герои в които са братята Стив (Уил Ферел) и Дъг Бътаби (Крис Кетън). Саундтракът на Една нощ в Роксбъри включва популярни диско и евроденс хитове, изпълнени от Хадауей, La Bouche, Амбър и Ейс ъф Бейс и др. Филмът е режисиран от Джон Фортънбъри и прави премиерата си в САЩ на 2 октомври, 1998 г.

## Сюжет
Филмът илюстрира живота на братята Бътаби, които работят в магазина за цветя на баща. Те носят ексцентрични дрехи и обичат нощния живот, но нямат голям късмет с жените. Стив и Дъг мечтаят да се забавляват в престижния нощен клуб Роксбъри, но всеки път, когато се опитат да влязат охраната не ги допуска в заведението. Едни от любимите навици на двамата братя са да клатят главите си в унисон, докато слушат песента „What Is Love“ („Какво е любовта“) на Хадауей или да разказват историята как са видели Емилио Естевес на напълно непознати. Неочаквано един ден късметът им се усмихва, когато актьорът Ричард Грико (чиято роля се изпълнява от самия него) удря колата им. За да избегне евентуални съдебни проблеми, Грико урежда Дъг и Стив да влязат с него в Роксбъри.

## Саундтрак
1. „What Is Love“ – Хадауей
2. „Bamboogie“ (радио версия) – Bamboo
3. „Make That Money“ (Роксбъри ремикс) – Robi Rob's Club World
4. „Disco Inferno“ – Синди Лоупър
5. „Do Ya Think I'm Sexy“ – N-Trance и Род Стюарт
6. „Pop Music“ – 3rd Party
7. „Insomnia“ (Monster Mix) – Фейтлес
8. „Be My Lover“ (Club Mix) – La Bouche
9. „This Is Your Night“ – Амбър
10. „Beautiful Life“ – Ейс ъф Бейс
11. „Where Do You Go“ (Ocean Drive Mix) – Ноу Мърси
12. „A Little Bit of Ecstasy“ – Jocelyn Enriquez
13. „What Is Love“ (Refreshmento Extro Radio Mix) – Хадауей
14. „Careless Whisper“ – Tamia